# Explosión de la torreta del USS Iowa
El 19 de abril de 1989 se produjo una explosión en la torreta de artillería número dos del acorazado USS Iowa (BB-61) de la  armada de los Estados Unidos, cuando estaba de maniobras en el Caribe junto a Puerto Rico. La explosión de la cabina del cañón central mató a 47 miembros de la tripulación, dejó varios heridos y dañó seriamente la torreta. Se llevaron a cabo dos investigaciones importantes sobre la causa de la explosión, una por parte de la Marina de los EE. UU. y luego otra por la Oficina de Responsabilidad del Gobierno (GAO) y el Laboratorio Nacional de Sandia. Las investigaciones arrojaron conclusiones contradictorias.  
La primera investigación sobre la explosión, realizada por la Marina de los EE. UU., concluyó que uno de los miembros de la tripulación de la torreta, Clayton Hartwig, que murió en la explosión, la había provocado deliberadamente. Durante la investigación, numerosas filtraciones a los medios, luego atribuidas a oficiales e investigadores de la Marina de los EE. UU., insinuaron que Hartwig y otro marinero, Kendall Truitt, habían tenido una relación romántica y que Hartwig había causado la explosión después de que su relación se agrió. Sin embargo, en su informe, la Marina de los EE. UU. concluyó que las pruebas no mostraban que Hartwig fuera homosexual sino que tenía tendencias suicidas y había provocado la explosión con un detonador electrónico o químico.
Las familias de las víctimas, los medios de comunicación (60 Minutes de CBS) y los miembros del Congreso de los Estados Unidos criticaron duramente los hallazgos de la Marina de los EE. UU.. El Senado de los EE. UU. y los Comités de Servicios Armados de la Cámara de los EE. UU. celebraron audiencias para investigar la investigación de la Marina y luego publicaron informes que cuestionaban las conclusiones de la Marina de los EE. UU.. El comité del Senado le pidió a la GAO que revisara la investigación de la Marina de los EE. UU. Para ayudar a la GAO, el Laboratorio Nacional de Sandia proporcionó un equipo de científicos para revisar la investigación técnica de la Marina. Durante su revisión, lo que provocó que la pólvora se encendiera mientras la carga aún estaba en curso. Una prueba posterior realizada por la Armada confirmó que una sobrecarga podría haber causado una explosión. Los técnicos de Sandia también encontraron que la evidencia física no respaldaba la teoría de la Marina de los EE. UU. de que se había utilizado un detonador electrónico o químico para iniciar la explosión.
En respuesta a los nuevos hallazgos, la Marina de los EE. UU., con la ayuda de Sandia, reabrió la investigación. En agosto de 1991, Sandia y la GAO completaron sus informes y concluyeron que era probable que la explosión fuera causada por un exceso accidental de bolsas de pólvora en la recámara del arma de 16 pulgadas. La Marina de los EE. UU., sin embargo, no estuvo de acuerdo con la opinión de Sandia y concluyó que no se podía determinar la causa de la explosión. La Marina de los EE. UU. expresó su pesar (pero no ofreció disculpas) a la familia de Hartwig y cerró la investigación.

## Primera investigación

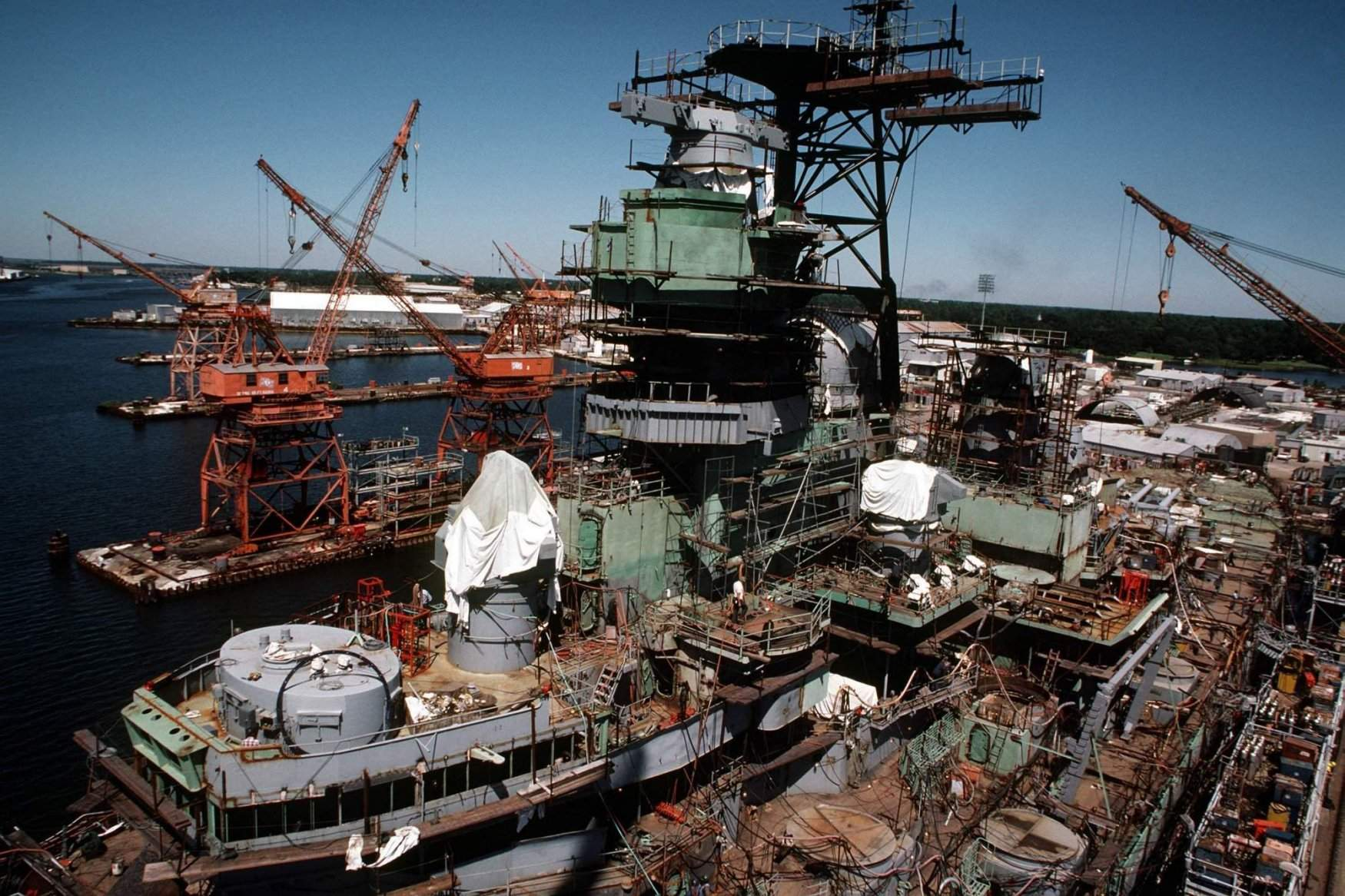
El Iowa en proceso de modernización en 1983

En la primera investigación sobre las causas de la explosión realizada por la marina de los EE. UU., se concluyó que el artillero Clayton Hartwig, uno de los muertos, causó deliberadamente la explosión en la Torreta. En el proceso, se produjeron numerosas filtraciones a los medios de comunicación que fueron posteriormente atribuidas a los oficiales y los investigadores. Estos insinuaban que Hartwig y otro marinero, Kendall Truitt, mantenían una relación homosexual y que Hartwig habría causado la explosión a raíz de su ruptura. Sin embargo, en el informe oficial, la armada concluyó que no había pruebas sobre la homosexualidad de Hartwig. Pero, analizando cartas enviadas por él a su familia y amigos, se creó un perfil sicológico que lo dejaba como un suicida que causó la explosión con un detonador eléctrico o químico.

## Revisión

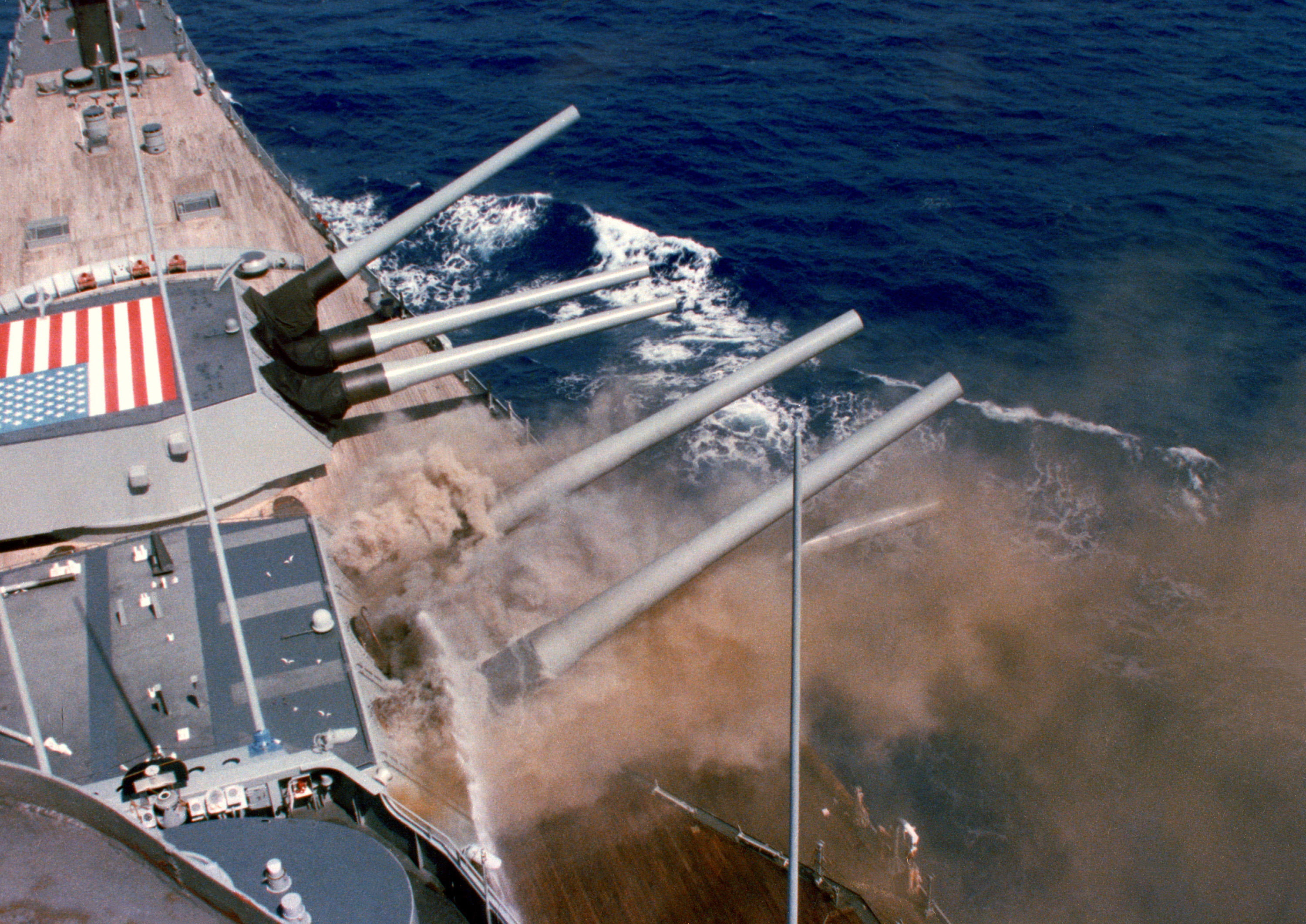
La torreta número dos del Iowa se enfría con agua de mar poco después de explotar.

Las familias de las víctimas, los medios de comunicación, y algunos miembros del congreso no quedaron convencidos con las conclusiones y criticaron duramente la investigación. Los comités para las fuerzas armadas del senado y el congreso realizaron audiencias para informarse sobre la investigación de la armada y emitieron posteriormente informes que cuestionaban las conclusiones de la marina. El comité del senado pidió a la Oficina de responsabilidad gubernamental (ORG) que revisara la investigación de la armada. Para ayudar a la ORG el Laboratorio Nacional de Sandia les proporcionó un equipo de científicos para que, revisarán la investigación técnica de la marina.
Durante su revisión, Sandia determinó que se había producido un exceso de compactado de los sacos de pólvora dentro del cañón mientras se cargaba y que ese sobre compactado podía haber causado la explosión. Una prueba posterior de la armada sobre la posibilidad de exceso de compactado confirmó que este podía causar una explosión en la culata del cañón. Los técnicos de Sandia demostraron que las pruebas físicas no apoyaban la primera teoría de la marina: El uso de un detonador electrónico o químico para iniciar la explosión.
A causa de estos nuevos hallazgos, la Armada, con la asistencia de Sandia, reabrió la investigación. En agosto de 1991, Sandia y la ORG completaron sus informes, concluyendo que lo más probable era que la explosión hubiera sido causada por un accidente producido por el exceso de compactado de los sacos de pólvora en la culata de un cañón de 16 pulgadas de calibre. Sin embargo la Armada, en desacuerdo con la opinión de Sandia, concluyó que las causas de la explosión no podían determinarse. Finalmente, la Armada de los EE. UU. se disculpó con la familia de Hartwig y cerró la investigación.

## Galería de imágenes

Diagrama de una torreta de cañón de 16 pulgadas a bordo de un acorazado clase Iowa
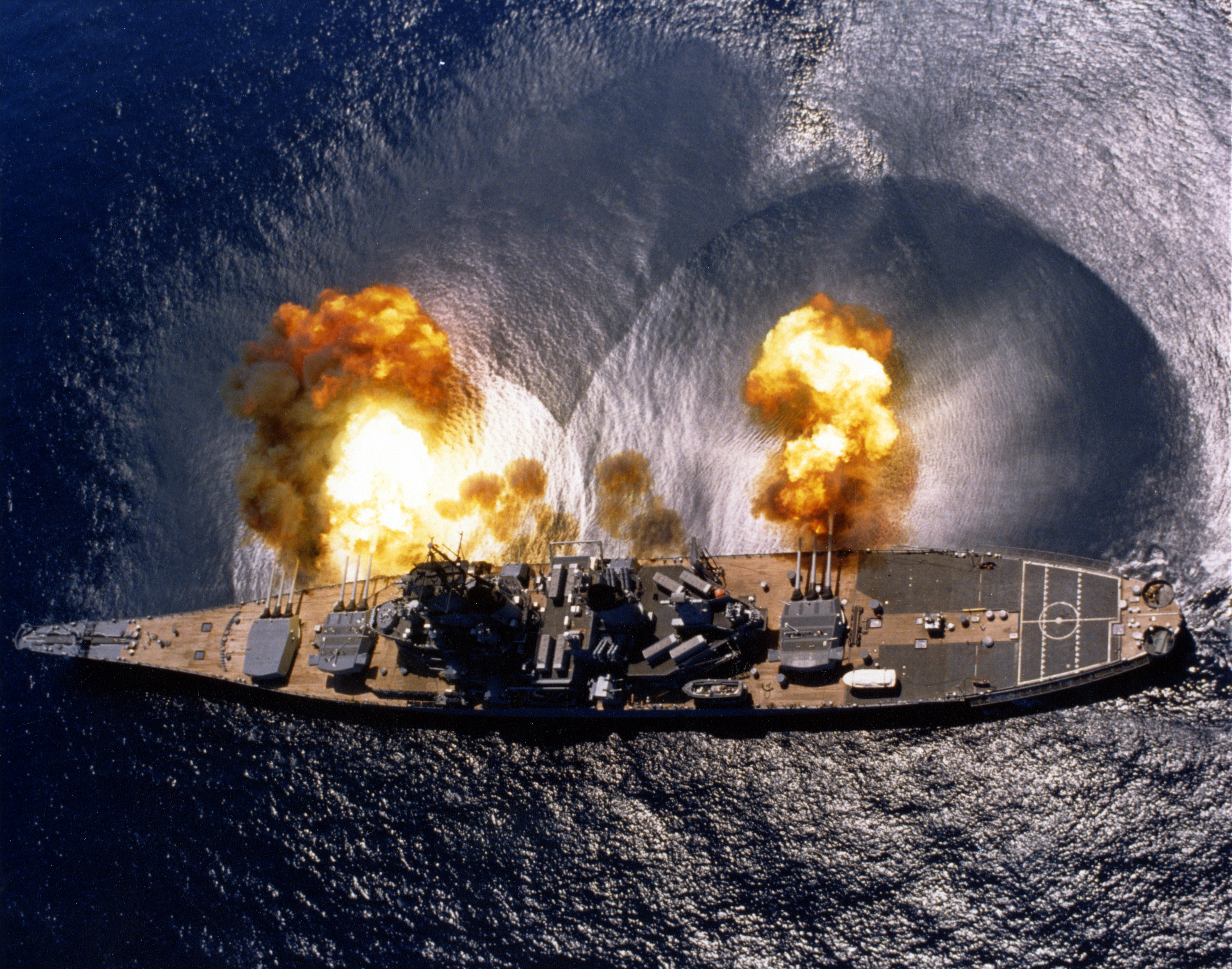
El USS Iowa disparando durante unos ejercicios cerca de Vieques, Puerto Rico, en 1984.
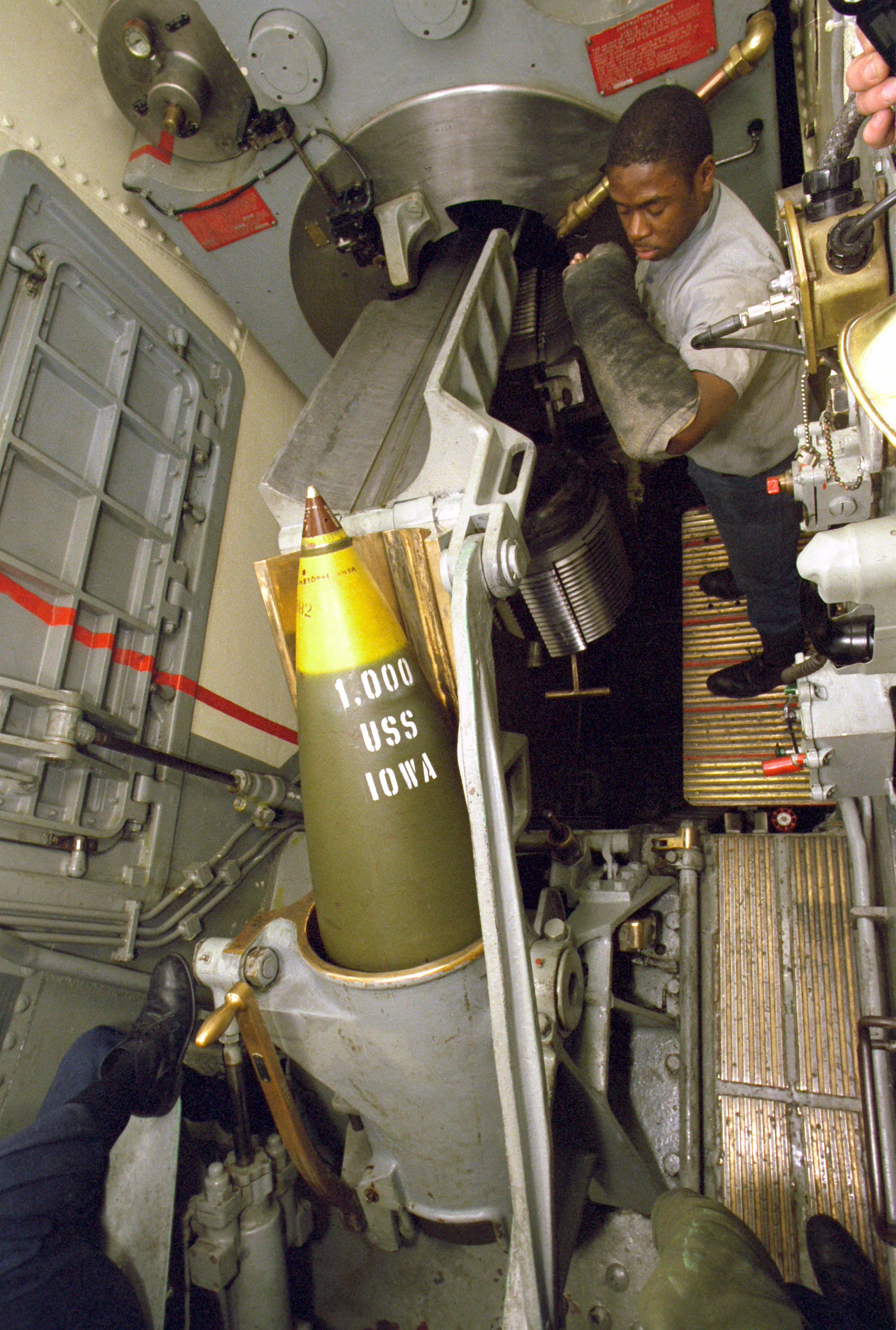
El cañón central de la torreta 2 del Iowa (el que luego explotó) se carga en 1986 durante un simulacro. Primero se mueve un proyectil de 860 kg desde la cuna del elevador de proyectiles hasta la bandeja de expansión para embutirlo en la recámara del arma.
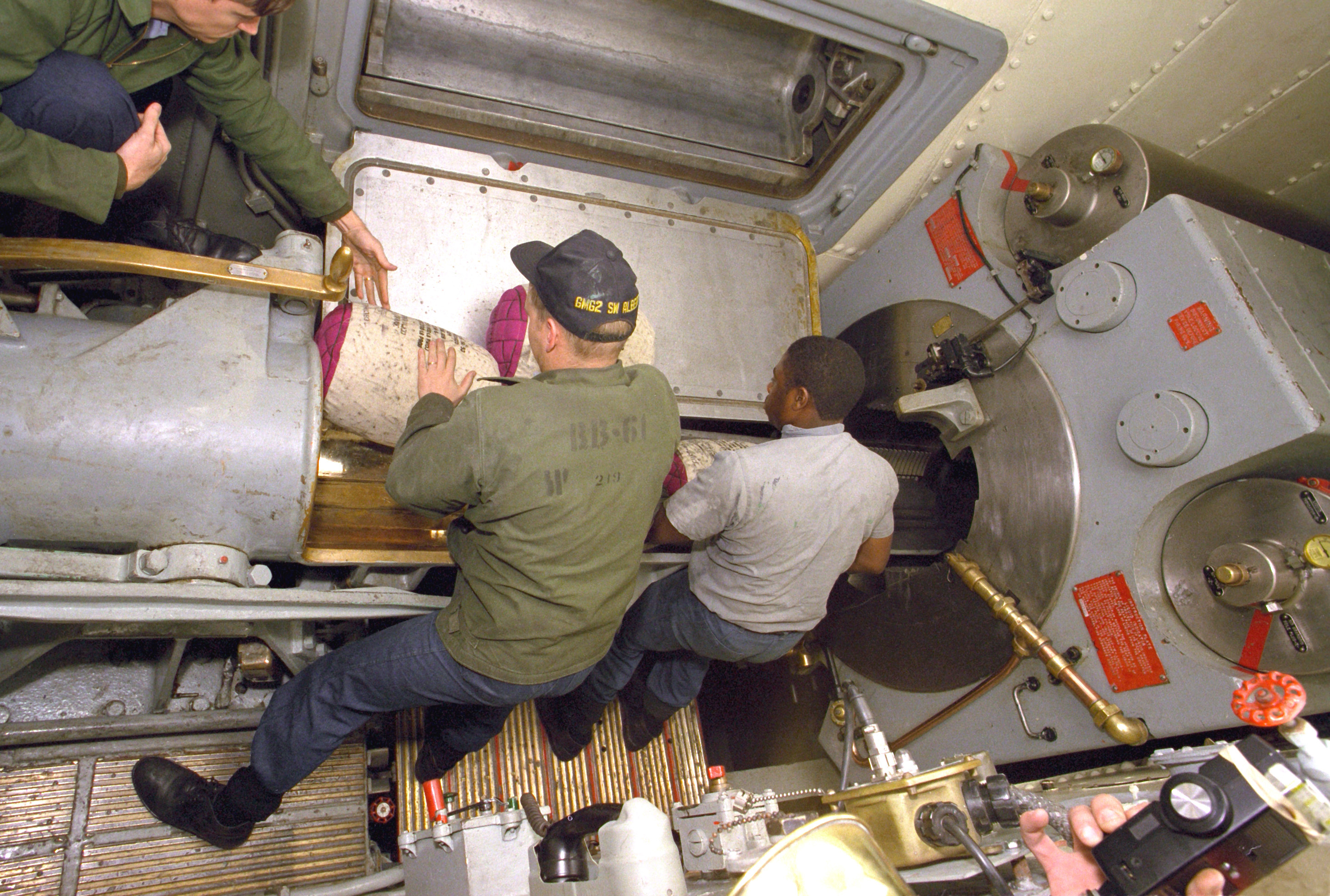
A continuación, las bolsas de polvo se enrollan desde el elevador de polvo de dos niveles (superior) hasta la bandeja de expansión.
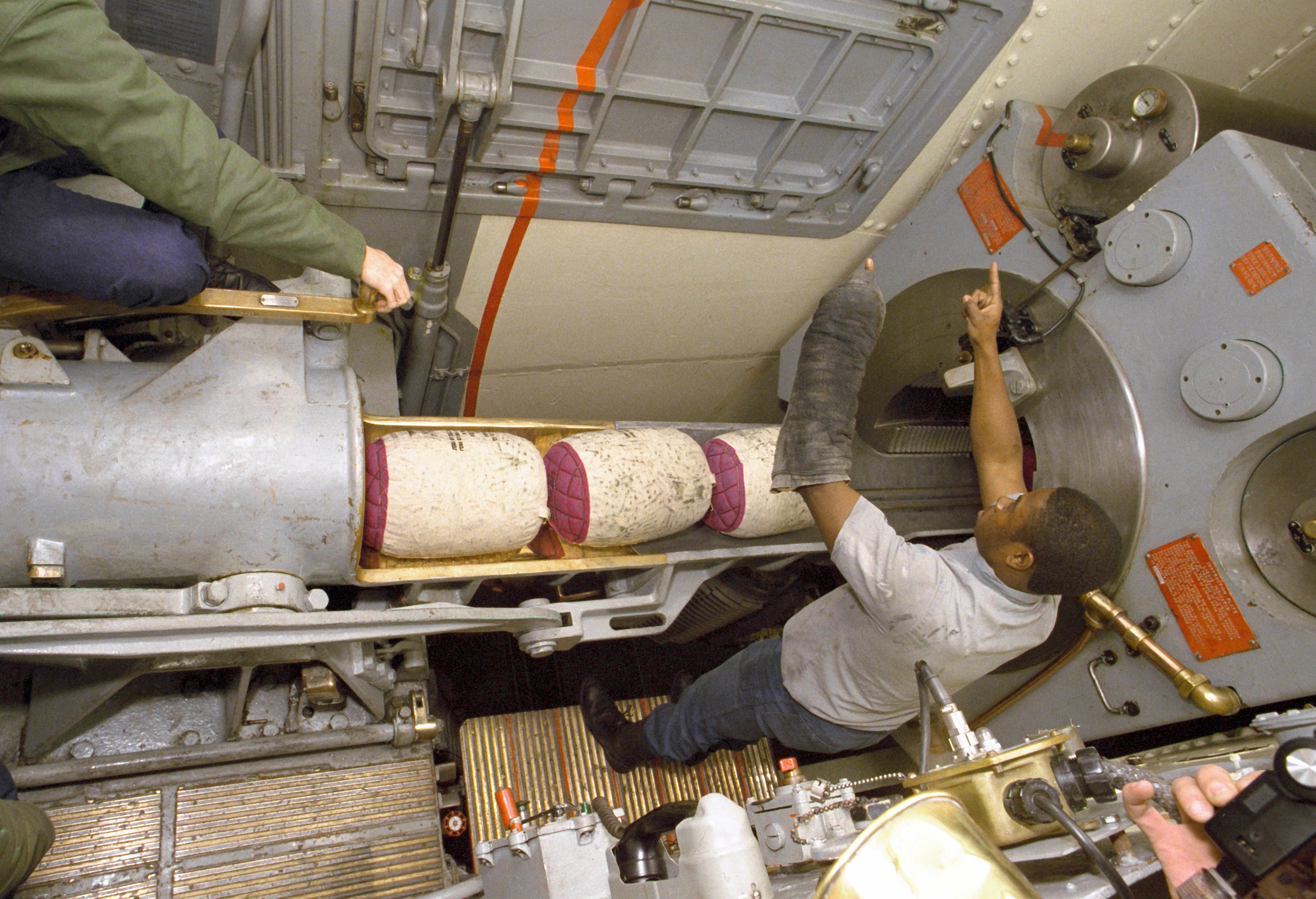
Finalmente, el cargador, a la izquierda, opera una palanca que utiliza un sistema hidráulico para clavar las bolsas de pólvora en la recámara del arma. Luego, la bandeja de expansión se pliega y el bloque de la recámara se cierra y bloquea.
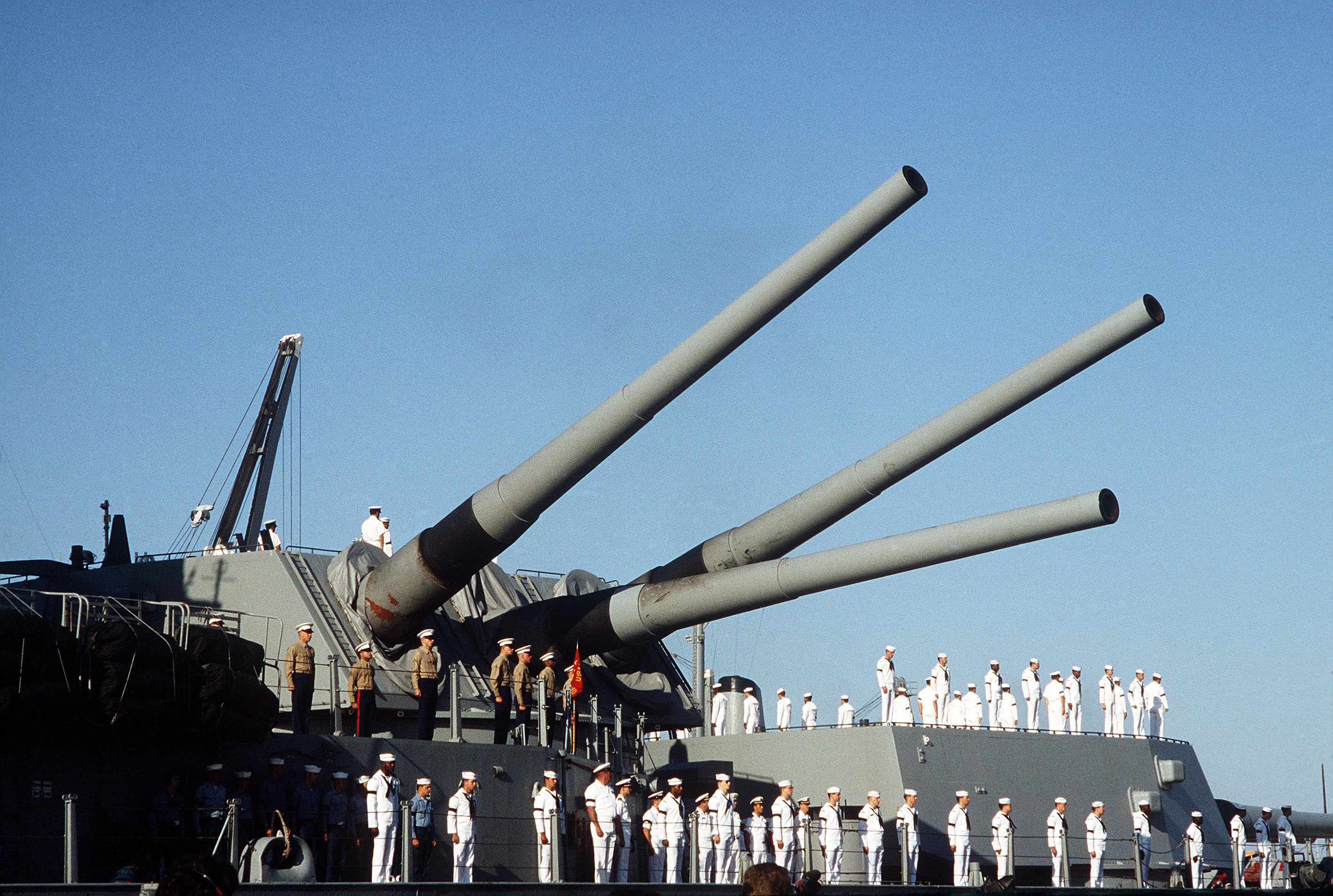
El Iowa, con la torreta dos dañada todavía bloqueada en posición de disparo, llega a Norfolk el 23 de abril.